# Europese kampioenschappen openwaterzwemmen 2024
De Europese kampioenschappen openwaterzwemmen 2024 werden van 12 tot en met 15 juni 2024 gehouden bij Ada Ciganlija, een eiland in de Savarivier, zo'n zeven kilometer ten noorden van Belgrado. Het toernooi was onderdeel van de Europese kampioenschappen zwemsporten 2024.

## Programma
| Onderdeel       | juni | juni | juni | juni | juni | juni | juni |
| Onderdeel       | 12   | 13   | 14   | 15   |      |      |      |
| --------------- | ---- | ---- | ---- | ---- | ---- | ---- | ---- |
| 5 km (m)        |      | Goud |      |      |      |      |      |
| 10 km (m)       | Goud |      |      |      |      |      |      |
| 25 km (m)       |      |      | Goud |      |      |      |      |
|                 |      |      |      |      |      |      |      |
| 5 km (v)        |      | Goud |      |      |      |      |      |
| 10 km (v)       | Goud |      |      |      |      |      |      |
| 25 km (v)       |      |      | Goud |      |      |      |      |
|                 |      |      |      |      |      |      |      |
| Landenwedstrijd |      |      |      | Goud |      |      |      |
| Totaal          | 2    | 2    | 2    | 1    |      |      |      |

## Medailles

### Mannen
| Onderdeel | Goud                        | Goud      | Zilver                         | Zilver    | Brons                    | Brons     |
| --------- | --------------------------- | --------- | ------------------------------ | --------- | ------------------------ | --------- |
| 5 km      | Dávid Betlehem Hongarije    | 53.28,3   | Marc-Antoine Olivier Frankrijk | 53.28,7   | Marcello Guidi Italië    | 53.20,8   |
| 10 km     | Gregorio Paltrinieri Italië | 1:49.19,6 | Marc-Antoine Olivier Frankrijk | 1:49.41,0 | Dávid Betlehem Hongarije | 1:49.41,2 |
| 25 km     | Dario Verani Italië         | 5:08.50,9 | Matteo Furlan Italië           | 5:08.56,6 | Axel Reymond Frankrijk   | 5:09.00,5 |

### Vrouwen
| Onderdeel | Goud                    | Goud      | Zilver                   | Zilver    | Brons                        | Brons     |
| --------- | ----------------------- | --------- | ------------------------ | --------- | ---------------------------- | --------- |
| 5 km      | Leonie Beck Duitsland   | 58.25,3   | Ginevra Taddeucci Italië | 58.26,5   | Bettina Fabian Hongarije     | 58.28,7   |
| 10 km     | Leonie Beck Duitsland   | 2:00.54,8 | Barbara Pozzobon Italië  | 2:00.54,9 | Giulia Gabbrielleschi Italië | 2:00.58,5 |
| 25 km     | Barbara Pozzobon Italië | 5:25.37,7 | Lea Boy Duitsland        | 5:28.39,6 | Candela Sánchez Spanje       | 5:29.15,2 |

### Gemengd
| Onderdeel       | Goud                                                                    | Goud      | Zilver                                                                         | Zilver    | Brons                                                                        | Brons     |
| --------------- | ----------------------------------------------------------------------- | --------- | ------------------------------------------------------------------------------ | --------- | ---------------------------------------------------------------------------- | --------- |
| Landenwedstrijd | Hongarije Mira Szimcsák Bettina Fábián Dávid Betlehem Kristóf Rasovszky | 1:06.07,7 | Italië Giulia Gabbrielleschi Ginevra Taddeucci Andrea Filadelli Marcello Guidi | 1:06.28,6 | Frankrijk Caroline Jouisse Océane Cassignol Sacha Velly Marc-Antoine Olivier | 1:06.51,7 |

### Medaillespiegel
| Plaats | Land      | Goud | Zilver | Brons | Totaal |
| 1      | Italië    | 3    | 4      | 2     | 9      |
| 2      | Duitsland | 2    | 1      | 0     | 3      |
| 3      | Hongarije | 2    | 0      | 2     | 4      |
| 4      | Frankrijk | 0    | 2      | 2     | 4      |
| 5      | Spanje    | 0    | 0      | 1     | 1      |
| Totaal | Totaal    | 7    | 7      | 7     | 21     |

Langebaanzwemmen · 
Openwaterzwemmen · 
Schoonspringen · 
Synchroonzwemmen